# 背の眼
『背の眼』（せのめ）は、道尾秀介による日本のホラー小説、及びそれを原作とする2012年のテレビドラマ。

## 概要
小説家を目指し、“10年経っても芽が出なかったら諦めよう”と決めていた作者が、10年目に書き上げた初めての長編作品で、第5回ホラーサスペンス大賞特別賞を受賞した、作者のデビュー作。「真備シリーズ」の1作目。
2008年に小池ノクト作画で漫画化され、『コミックバーズ』（幻冬舎）にて連載された。単行本は全3巻。
2012年に「BS日テレ ドラマ・プレミア 真備庄介霊現象探求所シリーズ 背の眼」としてテレビドラマ化される。

## あらすじ
――レエ……オグロアラダ……ロゴ……
福島県白峠村を訪れた作家の道尾秀介。村ではここ数年、児童の神隠し事件が起こっているという。河原を散策していると、妙な声が聞こえてきた。そこは、神隠し事件で最初にいなくなった少年の切断された頭部だけが流れ着いた場所だった。この声は少年の霊の声なのか、気味の悪くなった道尾は、予定を切り上げて東京へ帰り、霊現象を探求する友人・真備庄介に相談を持ちかける。
同じ頃真備は、白峠村とその隣町・愛染町で相次いだ自殺者の友人・上司たちから似たような相談を受けていた。死ぬ直前に撮っていた写真に写る彼らの背中に奇妙な眼が写り込んでいる、自殺する理由は何もなかった、その眼が自殺を引き起こしたのではないかというものだった。
なぜ眼だけが写ったのか、道尾が聞いたゴビラサという言葉の意味とは……。

## 登場人物
真備 庄介（まきび しょうすけ）
心霊現象を探求しており、町田市で真備霊現象探求所を構える。鋭角的な顎と鼻、少し長めの髪、すらりとした長身で、日本人離れした風貌。道尾は大学時代の友人。怪奇現象の解明が趣味で、趣味が高じてその筋では割と有名な研究者となった。その端正な容姿から女性ファンが多い。
23歳の時に幼なじみと結婚したが、27歳の時に轢き逃げ事故で亡くなり、もう一度彼女に会いたいという気持ちから、5年前に霊現象探求所を開いた。だが霊の存在はまだ信じておらず、その存在をはっきり確信できたら“探求所”を“研究所”に変える予定である。
道尾 秀介（みちお しゅうすけ）
32歳。売れないホラー作家。東京都内在住、出身は三重県。他人と打ち解けるのが苦手。シャーロック・ホームズなど探偵小説が好き。
作家が自分と同じ名前を用いる手法を全く知らずに、偶然作者と同性・同年代であったことから作られたキャラクター。受賞後に担当編集者から有栖川有栖や法月綸太郎の存在を初めて知らされた。
北見 凜（きたみ りん）
真備の事務所でアルバイトで助手をやっている。真備の妻・玲は7歳年上の姉で、真備とは小さい頃からの知り合い。
霊能力があり、人が考えていることや過去のことまで分かってしまうが、自分のこの力を嫌っており、なるべく使わないようにしている。
歌川 春芳（うたがわ はるよし）
白峠村で民宿「あきよし荘」を営む男性。従業員はおらず、全て一人で切り盛りしている。宿泊客の部屋に、彼らの出身地に合わせて東海道五十三次の浮世絵を飾るサービスをしている。
脱サラして宿を居抜きで買い、生まれつき耳が聞こえない妻・秋子と共に旅館を始めたが、村へ来て1年経たない内に妻が入院し、間もなく骨腫瘍で亡くなった。
呂坂 幹男（ろさか みきお）
愛染町（白峠村の隣町）の住人。
無職で昼間から酒を飲む自堕落な生活を送っているのに、痴呆の症状があった母に辛辣な言葉を浴びせ、彼女が鬱から手首を切って自殺してしまったことに自責の念を抱き続ける。母の死から2年経ってから、母が罪を告白する遺書を見つけ、自身も自殺する。
糠沢 耕一（ぬかざわ こういち）
神隠し事件の最初の失踪者。8歳。天狗祭りの夜に姿を消し、翌日、頭部だけが発見される。
生まれて間もなく両親を亡くし、祖父と二人暮らしだった。
糠沢 長次（ぬかざわ ちょうじ）
耕一の祖父。
本業は林業だが、天狗祭りの時期が近付くと、面打ち師として木彫りの天狗の面を多く作っていた。耕一の死後は面打ちから身を退いた。
溝之木 亮平（みぞのぎ りょうへい）
小学生。呂坂幹男の遺体の本当の第一発見者。
霊を見る力があり、遺体発見時に幹男の背中に『眼』を見てしまった。
クラスでいじめに遭い、不登校気味だった。
溝之木 まさ江（みぞのぎ まさえ）
亮平の母親。愛染町の住人。母子家庭。夫が遺した不動産「溝之木荘」のささやかな家賃収入で生活を送る主婦。非常に過保護。

## 書籍情報
いずれも幻冬舎より刊行
- 単行本：2005年1月20日発行　ISBN 4-344-00731-X
- ノベルス：2006年1月26日発行　ISBN 4-344-00923-1 C0293
- 文庫本：2007年10月4日発行　(上)：ISBN 978-4-344-41036-7 / (下)：ISBN 978-4-344-41037-4
- 漫画
  - 第1巻　2009年1月24日発行　ISBN 978-4-344-81538-4
  - 第2巻　2009年7月発行　ISBN 978-4-344-81693-0
  - 第3巻　2010年1月発行　ISBN 978-4-344-81848-4

## テレビドラマ
2012年3月31日、「BS日テレ ドラマ・プレミア」にて放送。
キャスト
- 真備庄介 - 渡部篤郎
- 道尾秀介 - 平山浩行
- 北見凜 - 成海璃子
- 歌川秋子 - 森脇英理子
- 白い女 - 街田しおん
- 溝之木亮平 - 山崎竜太郎
- 山岸 - 本田博太郎
- 歌川春芳 - 佐戸井けん太
- 糠沢長次 - 竜雷太
- 真下有紀、小野敦子、剣持直明、中西龍雅、橋本智哉、河原田ヤスケ、伊藤圭　ほか

スタッフ
- 脚本 - 清水友佳子
- 演出 - 小松隆志
- 音楽 - 仲西匡
- ED - 奥華子「悲しみだけで生きないで」
- サウンドデザイン - 石井和之
- 音響効果 - スポット
- 技術協力 - アップサイド、ブル
- 美術協力 - テレビ朝日クリエイト
- 照明協力 - サンライズアート
- CG - イレブングラフィックス
- 編集協力 - バウムレーベン
- ロケ協力 - 恵那市、瑞浪市、相模原フィルムコミッション、岐阜フィルムコミッション、明知鉄道　ほか
- プロデュース - 新井久子、浅井千瑞
- 製作著作 - BS日テレ、メディアミックス・ジャパン